# Chilocoris
Chilocoris – rodzaj pluskwiaków różnoskrzydłych z rodziny ziemikowatych i podrodziny Cydninae. Obejmuje ponad 80 opisanych gatunków.

## Morfologia
Pluskwiaki o ciele długości od 1,9 do 6,8 mm. Nieco przypłaszczona, szpatułkowata głowa zaopatrzona jest w wyłupiaste oczy złożone, przyoczka oraz czułki zbudowane z pięciu członów, z których drugi jest krótszy od następnego. Nadustek ma przed wierzchołkiem dwie grube i krótkie szczeciny. Niewiele odbiegające długością od nadustka lub jemu równe płytki żuwaczkowe zaopatrzone są w  przykrawędziowo położone włosowate szczecinki pierwotne oraz grube i krótkie szczeciny wtórne. Szersze niż dłuższe i lekko sklepione przedplecze ma wzdłuż bocznych brzegów rozmieszczone w przykrawędziowym szeregu chetopory. Wzdłuż przedniego brzegu przedplecza biegnie wyraźnie wgłębiona linia przykrawędziowa, sięgająca obu boków. Zaśrodkowa linia poprzeczna może być wyraźna i nieprzerwana lub nie ma jej wcale. Szersza niż dłuższa, trójkątna w zarysie tarczka ma u nasady i przy bokach szeregi punktów. Wierzchołek tarczki jest wąsko zaokrąglony lub zaostrzony. Półpokrywy mają wyodrębnione międzykrywki, egzokoria i mezokoria. Ich kostalne krawędzie są pozbawione chetoporów, ale mogą być na spodzie porośnięte krótkimi, włosowatymi, połyskującymi szczecinkami. Niezbyt duża zakrywka ma prosty lub prawie prosty szew. Rozległe ewporatoria na mezopleurach sięgają ich tylnych i bocznych krawędzi. Ujście gruczołu zapachowego zatułowia ma część wygładzoną sięgającą lub wykraczającą poza boczną krawędź metapleury i tam tworzącą zakrzywiony ku tyłowi, zaokrąglony płat. Golenie odnóży przednich są przeciętnie rozszerzone i uzbrojone silnymi kolcami na zewnętrznej krawędzi, a te odnóży środkowych i tylnych walcowate, również zaopatrzone w liczne kolce.

## Taksonomia
Takson ten wprowadzony został w 1864 roku przez Gézę Horvátha jako monotypowy. Gatunkiem typowym został opisany w tej samej publikacji Chilocoris nitidus.
Rodzaj ten obejmuje 84 opisane gatunki:

- Chilocoris adelphus Horvath, 1919
- Chilocoris alienus Horváth, 1919
- Chilocoris assmuthi Breddin, 1904
- Chilocoris australis Lis, 1995
- Chilocoris bacanicus Lis, 1995
- Chilocoris barbarae Lis, 1991
- Chilocoris bergrothi Horváth, 1919
- Chilocoris bicolor Lis, 1999
- Chilocoris biliranus Lis, 1994
- Chilocoris birmanus Lis, 1994
- Chilocoris biroi Horvath, 1919
- Chilocoris bosmansi Lis, 1994
- Chilocoris brunneus Lis, 1994
- Chilocoris campbelli Lis, 1994
- Chilocoris cavitus Lis, 1996
- Chilocoris centrostephoide s Lis, 1999
- Chilocoris confusus Horváth, 1919
- Chilocoris congoensis Wagner, 1962
- Chilocoris costatus Lis, 1994
- Chilocoris crassimargo Horváth, 1919
- Chilocoris crassimargoides  Lis, 1993
- Chilocoris deplanatus Lis, 1997
- Chilocoris duffelsi Lis, 1994
- Chilocoris entzii Horváth, 1919
- Chilocoris entzioides Lis, 1999
- Chilocoris felicitatis (Distant, 1913)
- Chilocoris flavus Lis, 1999
- Chilocoris franzi Lis, 1994
- Chilocoris fraterculus Linnavuori, 1993
- Chilocoris heissi Lis, 1994
- Chilocoris iborum Linnavuori, 1993
- Chilocoris impressicollis Horváth, 1919
- Chilocoris incomptus Froeschner, 1967
- Chilocoris indicus Lis, 1994
- Chilocoris laevicollis Horvath, 1919
- Chilocoris longicephalus J.A. Lis, 1994
- Chilocoris lucidus Linnavuori, 1993
- Chilocoris madagascariensi s Bergroth, 1910
- Chilocoris madangicus Lis, 1993
- Chilocoris mahensis (Distant, 1913)
- Chilocoris martensi Lis, 1994
- Chilocoris mauensis Jeannel, 1914
- Chilocoris maximus Lis, 1993
- Chilocoris minor Hsiao, 1977
- Chilocoris mirandus Lis, 1997
- Chilocoris montanus Lis, 1994
- Chilocoris monteithi Lis, 1999
- Chilocoris muticus Lis, 1994
- Chilocoris neocaledonicus Lis, 1997
- Chilocoris neozealandicus Larivière & Froeschner, 1994
- Chilocoris nepalensis Lis, 1994
- Chilocoris nigricans Josifov & Kerzhner, 1978
- Chilocoris nitidulus Lis, 1994
- Chilocoris nitidus Mayr, 1865
- Chilocoris nobilis Linnavuori, 1993
- Chilocoris obscurus Lis, 1999
- Chilocoris parumpunctatus Signoret, 1883
- Chilocoris pauli Lis, 1994
- Chilocoris peterseni Froeschner, 1967
- Chilocoris philippinensis Lis, 1994
- Chilocoris piceus Signoret, 1884
- Chilocoris platycephalus Imura, 2016
- Chilocoris pseudopiceus Lis, 1994
- Chilocoris puncticeps Horvath, 1919
- Chilocoris pusillus Horváth, 1919
- Chilocoris quadraticollis Linnavuori, 1993
- Chilocoris repetitus (Uhler, 1876)
- Chilocoris ritzemae (Signoret, 1880)
- Chilocoris rolandi Lis, 1993
- Chilocoris similis Lis, 1994
- Chilocoris solomonensis Lis, 1996
- Chilocoris somalicus Mancini, 1939
- Chilocoris sulawesicus Lis, 1994
- Chilocoris sulcatus Lis, 1994
- Chilocoris sumatranus Lis, 1994
- Chilocoris tanganensis Jeannel, 1913
- Chilocoris tangensis Jeannel, 1914
- Chilocoris tasmanicus Lis, 1995
- Chilocoris tenebricola Jeannel, 1914
- Chilocoris thaicus Lis, 1994
- Chilocoris umbricola Linnavuori, 1993
- Chilocoris vagauensis Lis, 1993
- Chilocoris vanstallei Lis, 1994
- Chilocoris wallacei Lis, 1994